# Kundelungu nationalpark
Kundelungu nationalpark (franska: Parc national de Kundelungu) är en nationalpark i Kongo-Kinshasa.   Den ligger i provinsen Haut-Katanga, i den sydöstra delen av landet, 1 500 km öster om huvudstaden Kinshasa.
I Kundelungu nationalpark växer huvudsakligen savannskog.  Klimatet i området är fuktigt och subtropiskt. Årsmedeltemperaturen i trakten är 19 °C. Den varmaste månaden är september, då medeltemperaturen är 24 °C, och den kallaste är juni, med 18 °C. Genomsnittlig årsnederbörd är 1 295 millimeter. Den regnigaste månaden är januari, med i genomsnitt 303 mm nederbörd, och den torraste är juni, med 1 mm nederbörd.